# Liste der Biografien/Cot
Liste der Biografien |
Portal Biografien |
Personensuche
# |
A |
B |
C |
D |
E |
F |
G |
H |
I |
J |
K |
L |
M |
N |
O |
P |
Q |
R |
S |
T |
U |
V |
W |
X |
Y |
Z |
?
 
Ca |
Cb |
Cc |
Ce |
Ch |
Ci |
Cj |
Ck |
Cl |
Cm |
Cn |
Co |
Cr |
Cs |
Ct |
Cu |
Cv |
Cw |
Cy |
Cz
 
Coa–Cod |
Coe–Cok |
Col |
Com |
Con |
Coo–Coq |
Cor |
Cos |
Cot |
Cou |
Cov |
Cow |
Cox |
Coy |
Coz
Die Liste der Biografien führt alle Personen auf, die in der deutschsprachigen Wikipedia einen Artikel haben. Dieses ist eine Teilliste mit 279 Einträgen von Personen, deren Namen mit den Buchstaben „Cot“ beginnt.

## Cot
- Cot, Jean-Pierre (* 1937), französischer Jurist, MdEP, Professor für Völkerrecht, Richter am Internationalen Seegerichtshofs
- Cot, Pierre (1895–1977), französischer sozialistischer Politiker der Dritten, Vierten und Fünften Republik
- Cot, Pierre Auguste (1837–1883), französischer Maler

### Cota
- Cota, Ed (* 1976), US-amerikanisch-panamaischer Basketballspieler
- Cota, Jeremy (* 1988), US-amerikanischer Freestyle-Skisportler
- Cota, Norman (1893–1971), US-amerikanischer Militär, Generalmajor der United States ArmyNorman Cota (1893–1971)

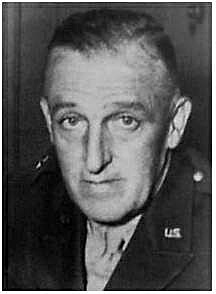
Norman Cota (1893–1971)

- Cota, Roberto (* 1968), italienischer Politiker (Lega Nord), Mitglied der Camera dei deputati
- Cota, Rodolfo (* 1987), mexikanischer Fußballtorhüter
- Cota-Yarde, Sierra (* 2003), kanadisch-portugiesische Fußballtorhüterin
- Coțan, Alin (* 1982), rumänischer Fußballspieler
- Cotar, Joana (* 1973), deutsch-rumänische Politikerin (AfD, parteilos), MdB
- Čotar, Martin (* 1977), kroatischer Straßenradrennfahrer
- Cotard, Jules (1840–1889), französischer Mediziner

### Cote
- Côté, Alain (* 1957), kanadischer Eishockeyspieler
- Côté, Alain (* 1967), kanadischer Eishockeyspieler
- Côté, Alcide (1903–1955), kanadischer Politiker (Liberale Partei)
- Cote, Armand H. (1909–1980), US-amerikanischer Politiker
- Côté, Chantal (* 1964), kanadische Eisschnellläuferin und Shorttrackerin
- Côte, Constant († 1984), französischer Karambolagespieler
- Cote, David M. (* 1952), US-amerikanischer Manager
- Côté, Denis (* 1973), kanadischer Filmemacher
- Côté, Gérard (1913–1993), kanadischer Leichtathlet
- Côté, Gilles (* 1945), kanadischer Ordensgeistlicher und emeritierter römisch-katholischer Bischof von Daru-Kiunga
- Côté, Jean-Philippe (* 1982), kanadischer Eishockeyspieler und -scout
- Côté, Jean-Pierre (1926–2002), kanadischer Politiker, Vizegouverneur von Québec
- Côte, Laurence (* 1966), französische Schauspielerin
- Cote, Michael Richard (* 1949), US-amerikanischer römisch-katholischer Geistlicher und emeritierter Bischof von Norwich
- Côté, Michel (* 1942), kanadischer Politiker, Unterhausmitglied, Bundesminister
- Côté, Michel (1950–2023), kanadischer Schauspieler
- Côté, Patrick (* 1985), kanadischer Biathlet
- Côté, Paul (1944–2013), kanadischer Umweltaktivist und Segler
- Côté, Pier-André (* 1997), kanadischer Radrennfahrer
- Cote, Riley (* 1982), kanadischer Eishockeyspieler und -trainer
- Cote, Simon (* 1971), US-amerikanischer Basketballtrainer
- Côté, Suzanne (* 1958), kanadische Juristin
- Cote, Suzy (* 1968), US-amerikanische Schauspielerin
- Côté, Sylvain (* 1966), kanadischer Eishockeyspieler
- Cotea, Valeriu D. (1926–2016), rumänischer Önologe
- Cotea, Valeriu V. (* 1960), rumänischer Önologe
- Coteanu, Ion (1920–1997), rumänischer Linguist, Romanist und Rumänist
- Coteel, Thomas († 1635), flämisch-englischer Kaufmann und Ritter
- Coteel, Thomas († 1640), englischer Kaufmann und Politiker
- Cotelo, Juan Manuel (* 1966), spanischer Schauspieler und Dokumentarfilmer
- Cotelo, Mario (* 1975), spanischer Fußballspieler
- Cotelo, Waldemar (* 1964), uruguayischer Leichtathlet
- Coter, Colijn de (* 1450), flämischer Maler
- Coter, Eugenio (* 1957), italienischer Geistlicher und römisch-katholischer Bischof und Apostolischer Vikar von Pando in Bolivien
- Cotes, Ambrosio († 1603), spanischer Kapellmeister und Komponist
- Cotes, Francis († 1770), englischer Maler
- Cotes, Roger (1682–1716), englischer Mathematiker
- Cotey, Arnold Ralph (1921–1998), US-amerikanischer Ordensgeistlicher, römisch-katholischer Bischof von Nachingwea

### Cotg
- Cotgrave, Randle († 1634), britischer Romanist und Lexikograf

### Coth
- Cothenius, Christian Andreas (1708–1789), deutscher Arzt
- Cothias, Patrick (* 1948), französischer Comicautor
- Cothmann, Ernst (1557–1624), deutscher Jurist und Professor der Rechtswissenschaft
- Cothmann, Hermann (1629–1683), Bürgermeister von Lemgo und berüchtigt für seine Hexenverfolgungen
- Cothmann, Johann (1588–1661), deutscher Jurist und Diplomat
- Cothmann, Johannes († 1650), deutscher lutherischer Theologe
- Cothran, James S. (1830–1897), US-amerikanischer Politiker
- Cothran, John Jr. (* 1947), US-amerikanischer Schauspieler
- Cothren, Paige (1935–2016), US-amerikanischer American-Football-Spieler, Theologe, Schriftsteller

### Coti
- Cotichini, Antonio (1890–1947), italienischer Turner
- Cotiello, María (* 1982), spanische Schauspielerin
- Cotillard, Marion (* 1975), französische SchauspielerinMarion Cotillard (* 1975)

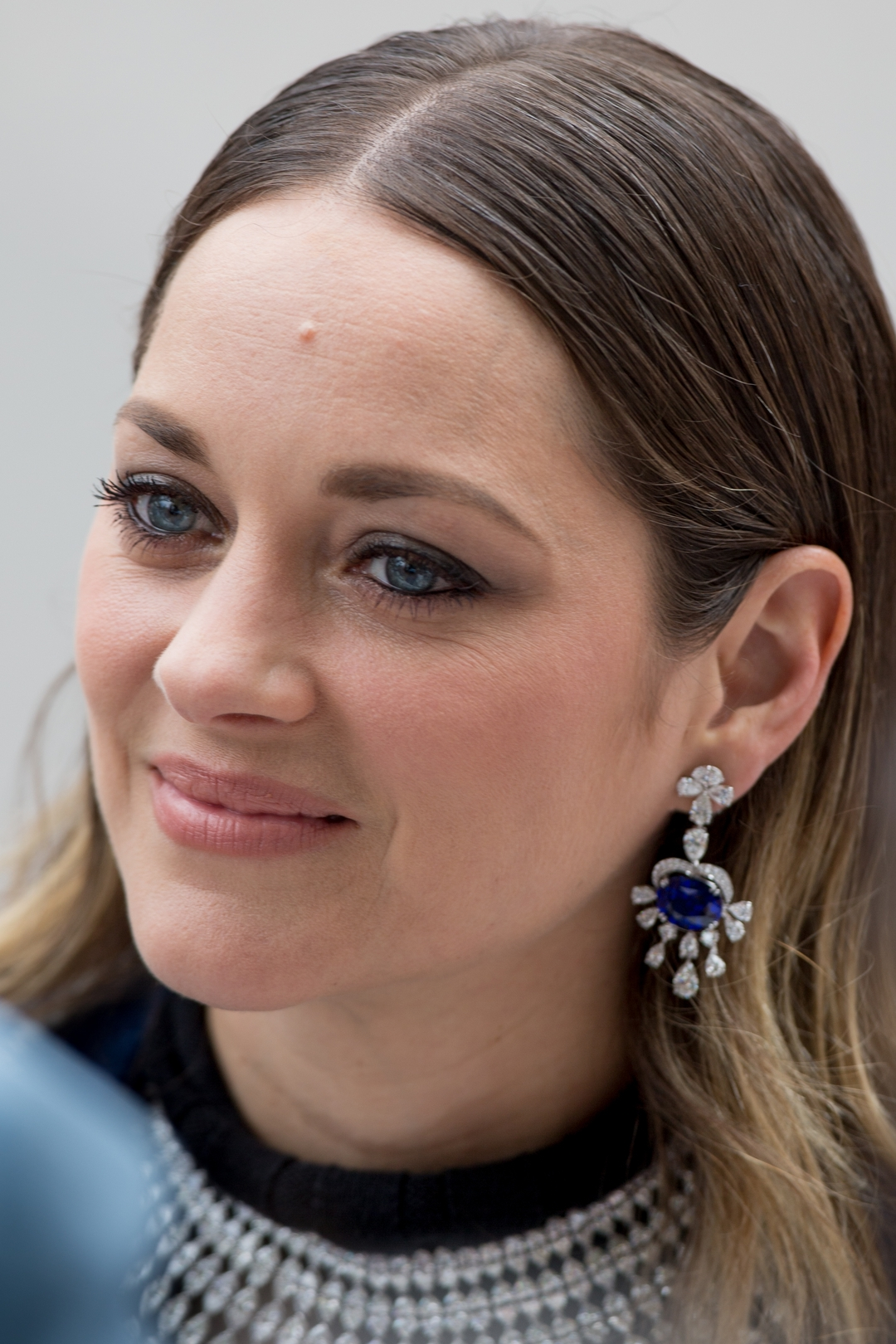
Marion Cotillard (* 1975)

- Cotin, Charles (1604–1681), französischer Literat, Mitglied der Académie française
- Cotinaud, François (* 1956), französischer Jazz- und Improvisationsmusiker
- Cotiso, König der Daker oder Geten
- Cotiujanschi, Victor (* 1987), moldauischer Boxer

### Cotl
- Cotlar, Mischa (1913–2007), argentinischer Mathematiker und Hochschullehrer
- Cotler, Irwin (* 1940), kanadischer Politiker
- Cotler, Kami (* 1965), US-amerikanische Schauspielerin

### Cotm
- Cotman, Aljaž (* 1994), slowenischer Fußballtorhüter
- Cotman, John Sell (1782–1842), englischer Maler und Grafiker

### Coto
- Coto, Manny (1961–2023), US-amerikanischer Drehbuchautor, Filmregisseur und -produzent
- Coto, María (* 1998), costa-ricanische Fußballspielerin
- Cotogni, Antonio (1831–1918), italienischer Opernsänger (Bariton) und Gesangspädagoge
- Cotogoi, Corneliu (* 2001), moldauischer Fußballspieler
- Cotoner, Nicolas (1608–1680), Großmeister des Malteserordens
- Cotoner, Raphael (1601–1663), Großmeister des Malteserordens
- Cotora, Florin (* 1972), rumänischer Fußballspieler
- Cotoț, Ion (* 1921), rumänischer Politiker (PCR) und Botschafter
- Coțoveanu, Iacob (1915–2001), rumänischer Gewerkschaftsfunktionär und Diplomat

### Cotr
- Cotret, Anne-Marie (* 1930), französische Filmeditorin
- Cotret, Robert de (1944–1999), kanadischer Politiker
- Cotrino Heras, Antonio (* 1976), spanischer Beachvolleyballspieler
- Cotron-Henry, Françoise (1936–1975), französische Pianistin und Komponistin
- Cotrona, D. J. (* 1980), US-amerikanischer SchauspielerD. J. Cotrona (* 1980)

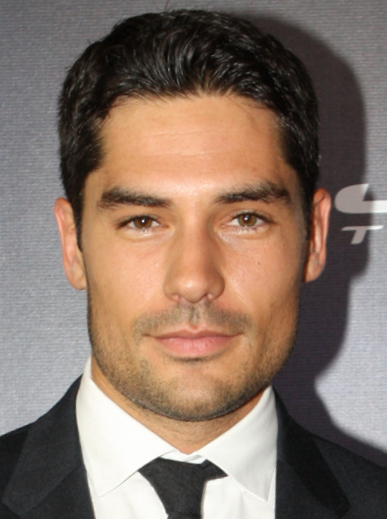
D. J. Cotrona (* 1980)

- Cotroneo, Roberto (* 1961), italienischer Journalist, Schriftsteller und Kritiker
- Cotroni, Vincenzo (1920–1984), kanadischer Mobster
- Cotrubaș, Ileana (* 1939), rumänische Opernsängerin (Sopran)
- Cotrugli, Benedetto (1416–1469), italienischer Ökonom

### Cots
- Cotsiolis, Costas (* 1957), griechischer Gitarrist und Musikpädagoge
- Cotsonas, Justine (* 1985), US-amerikanische Schauspielerin
- Cotsonis, John A. (* 1954), US-amerikanischer Byzantinist (Siegelkundler) und griechisch-orthodoxer Bischof in den Vereinigten Staaten

### Cott
- Cott, Casey (* 1992), US-amerikanischer SchauspielerCasey Cott (* 1992)

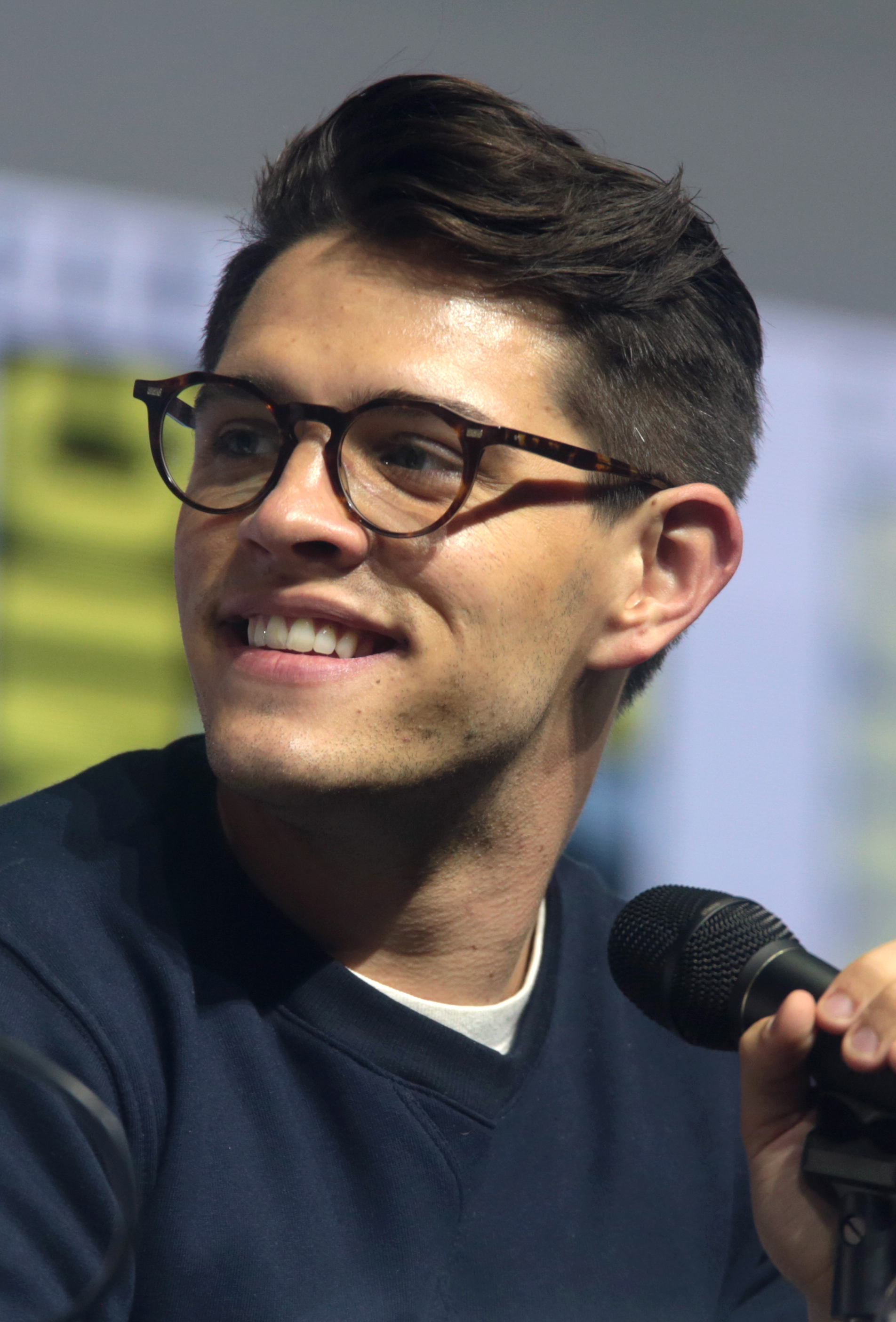
Casey Cott (* 1992)

- Cott, Franz (* 1926), deutscher DBD-Funktionär, MdV
- Cott, Georg Oswald (* 1931), deutscher Schriftsteller
- Cott, Gerard (1940–2023), irischer Politiker
- Cott, Hugh B. (1900–1987), britischer Zoologe
- Cott, Jonathan (1924–2012), US-amerikanischer Schauspieler
- Cott, Jonathan (* 1942), US-amerikanischer Redakteur und Schriftsteller
- Cotta, Alix von (1842–1931), deutsche Lehrerin und Schulleiterin
- Cotta, Bernhard von (1808–1879), deutscher Geologe und Bergbau-Wissenschaftler
- Cotta, Bonaventura († 1430), Urvater der Familie Cotta
- Cotta, Carloto (* 1984), portugiesischer Schauspieler
- Cotta, Christoph Friedrich (1758–1838), Jurist, Jakobiner
- Cotta, Emma (1880–1957), deutsche Schauspielerin, Modezeichnerin, Redakteurin/Schriftleiterin und Bildhauerin
- Cotta, Fanny (1898–1969), deutsche Schauspielerin und Sängerin
- Cotta, Friedrich August von (1799–1860), deutscher Forstwissenschaftler
- Cotta, Friedrich Wilhelm von (1796–1874), Leiter der sächsischen Forstvermessungsanstalt
- Cotta, Georg von (1796–1863), deutscher Verleger, Industriepionier und Politiker
- Cotta, Heinrich (1763–1844), deutscher ForstwissenschaftlerHeinrich Cotta (1763–1844)

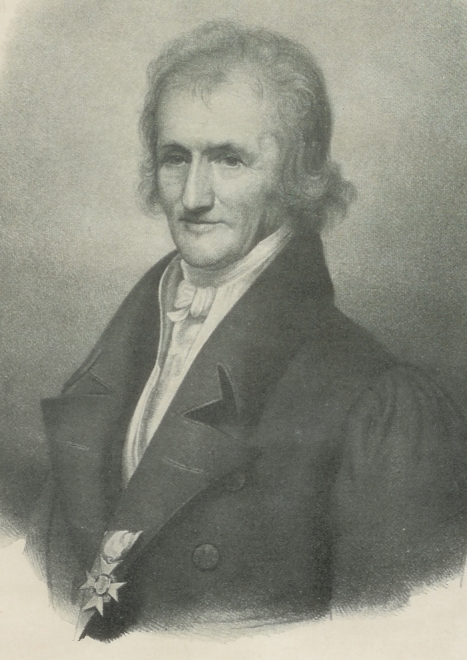
Heinrich Cotta (1763–1844)

- Cotta, Heinrich (1791–1856), deutscher Maler, Kupferstecher und Radierer
- Cotta, Horst (1928–2011), deutscher Orthopäde und Hochschullehrer
- Cotta, Jens (* 1972), deutscher Politiker (AfD)
- Cotta, Johann Friedrich (1701–1779), deutscher Theologe, Kanzler und Professor primarius der Theologie in Tübingen
- Cotta, Johann Friedrich (1764–1832), deutscher Verleger, Industriepionier und Politiker
- Cotta, Johannes (1862–1944), deutscher Schriftsteller, Schauspieler und Regisseur
- Cotta, Myron Joseph (* 1953), US-amerikanischer römisch-katholischer Geistlicher, Bischof von Stockton
- Cotta, Ursula († 1511), deutsche Patrizierin, Förderin des Martin Luther
- Cottafava, Samuele (* 1998), italienischer Beachvolleyballspieler
- Cottafavi, Vittorio (1914–1998), italienischer Filmregisseur und Drehbuchautor
- Cottam, Thomas (1549–1582), englischer Jesuit und Märtyrer
- Cottanceau, Jean-Pierre (* 1953), französischer Ordensgeistlicher und römisch-katholischer Erzbischof von Papeete
- Cottarelli, Carlo (* 1954), italienischer Ökonom
- Cottatellucci, Laura, Ingenieurin und Hochschullehrerin
- Cottaz, Didier (* 1967), französischer Autorennfahrer und Unternehmer
- Cotte, Bruno (* 1945), französischer Jurist und Richter am Internationalen Strafgerichtshof (seit 2007)
- Cotte, Olivier (* 1972), französischer Freestyle-Skisportler
- Cotte, Robert de (1656–1735), französischer Baumeister und Innenausstatter
- Cotteblanche, Marie de, französische Übersetzerin
- Cottee, Tony (* 1965), englischer Fußballspieler
- Cotteli, Honorat (1941–2014), slowakischer Komponist, Violinist und Musikpädagoge
- Cotten, Ann (* 1982), deutschsprachige Schriftstellerin
- Cotten, Elizabeth (1893–1987), US-amerikanische Folk- und Blues-Musikerin
- Cotten, Joni (* 1953), US-amerikanische Curlerin
- Cotten, Joseph (1905–1994), US-amerikanischer SchauspielerJoseph Cotten (1905–1994)

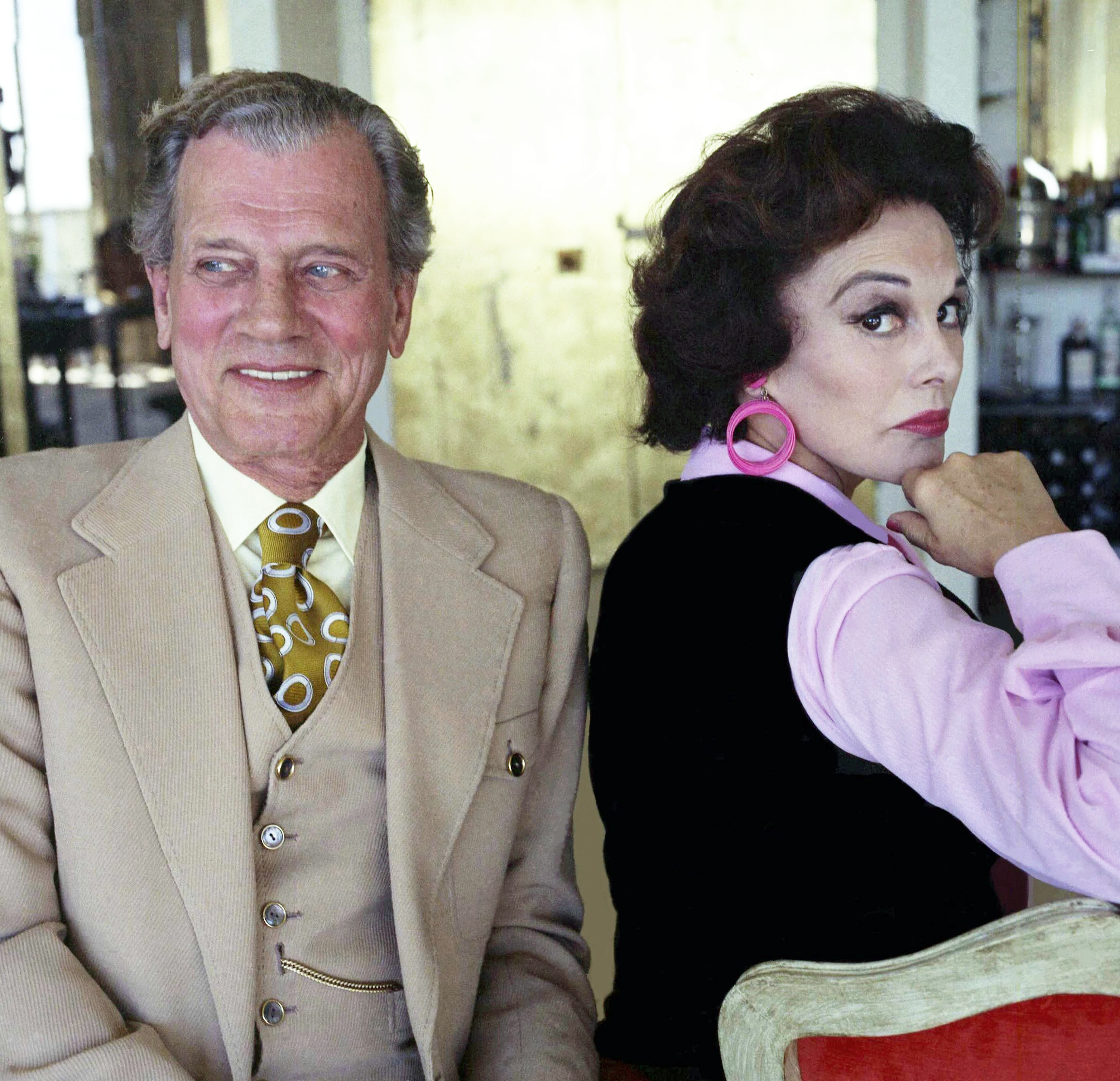
Joseph Cotten (1905–1994)

- Cottençon, Fanny (* 1957), französische Schauspielerin
- Cottenet, Georges von (1807–1900), deutscher Politiker, MdR
- Cottenet, Maurice (1895–1972), französischer Fußballspieler und Trainer
- Cottenot, Pablo, Astronom
- Cotter, Bill (* 1943), irischer Politiker (Fine Gael)
- Cotter, Brian, Baron Cotter (1936–2023), britischer Politiker (Liberal Democrats), Mitglied des House of Commons und Mitglied des House of Lords
- Cotter, Edward (1902–1972), irischer Politiker
- Cotter, James, neuseeländischer Triathlet
- Cotter, James Timothy Kieran (1916–1988), irischer römisch-katholischer Ordensgeistlicher und Bischof von Maiduguri
- Cotter, Joseph Seamon Jr. (1895–1919), amerikanischer Dichter und Dramatiker
- Cotter, Joseph Seamon Sr. (1861–1949), US-amerikanischer Dichter, Schriftsteller und Dramatiker
- Cotter, Paul (* 1999), US-amerikanischer Eishockeyspieler
- Cotter, Suzanne (* 1961), australische Kunsthistorikerin, Kuratorin und Museumsleiterin
- Cotter, William R. (1926–1981), US-amerikanischer Politiker
- Cotter, Yannick (* 2002), Schweizer Fußballspieler
- Cottereau, Louis (1869–1917), französischer Rad- und Automobilrennfahrer sowie Unternehmer
- Cottereau, Pierre (* 1974), französischer Kameramann
- Cotterill, Allan (* 1985), britischer Musiker
- Cotterill, Colin (* 1952), britischer Schriftsteller und Cartoonist
- Cotterill, David (* 1987), walisischer Fußballspieler
- Cotterill, Fenton Peter David (* 1964), simbabwischer Biologe
- Cotterill, Steve (* 1964), englischer Fußballspieler und -trainer
- Cottet, Charles (1863–1925), französischer Maler des Postimpressionismus
- Cottet, René (1902–1992), französischer Maler und Graveur
- Cottez, Henri (1913–1999), französischer Hellenist, Romanist, Dichter und Lexikograf
- Cotti, Aleksandra (* 1988), italienische Wasserballspielerin
- Cotti, Carlo (* 1939), italienischer Regisseur
- Cotti, Flavio (1939–2020), Schweizer Politiker (CVP)Flavio Cotti (1939–2020)

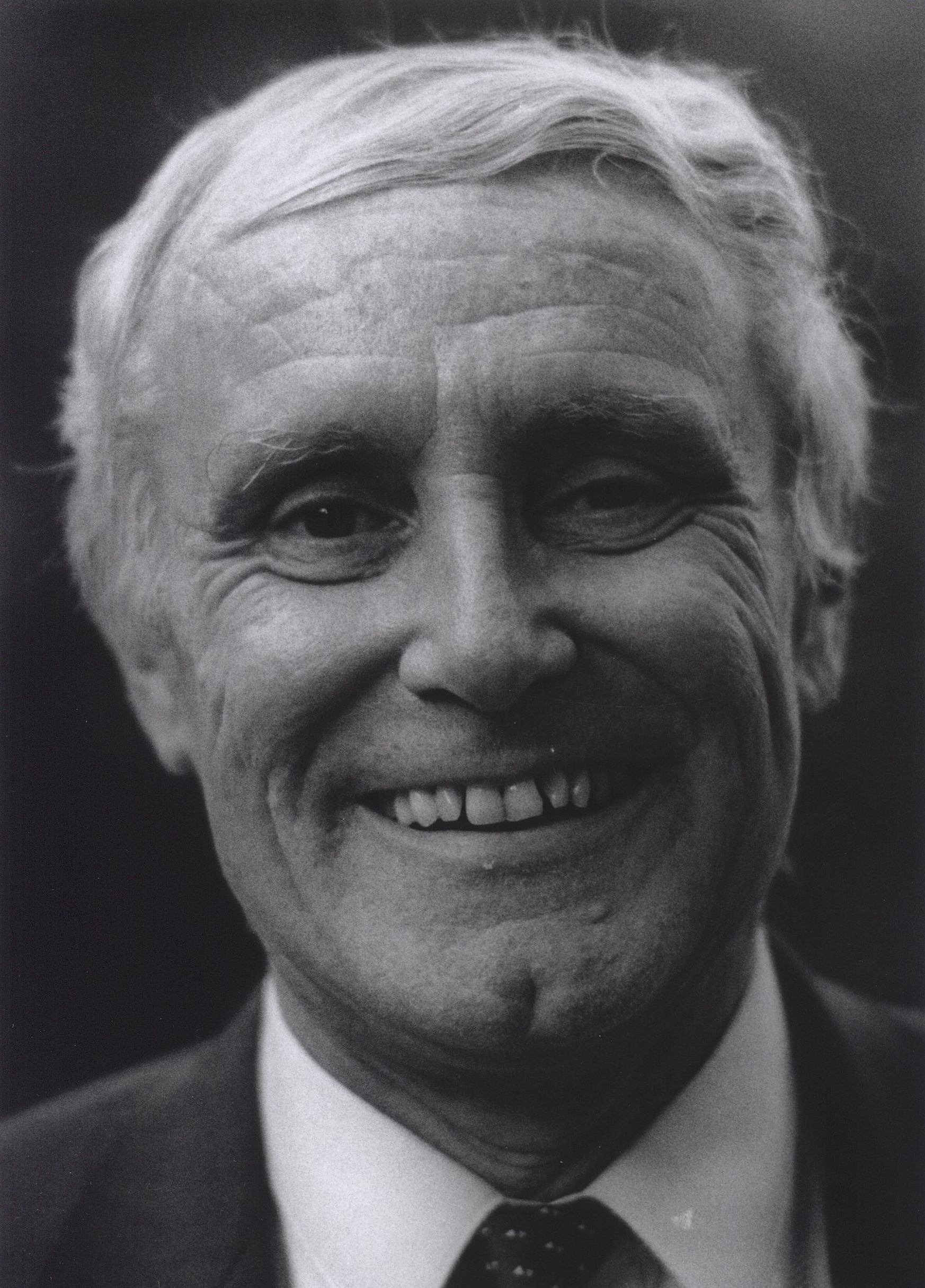
Flavio Cotti (1939–2020)

- Cotti, Gianfranco (1929–2020), Schweizer Jurist und Politiker (CVP)
- Cotti, Patrick (* 1962), Schweizer Politiker
- Cottias, Myriam (* 1960), französische Historikerin
- Cottier, Anton (1943–2006), Schweizer Politiker (CVP)
- Cottier, Damien (* 1975), Schweizer Politiker
- Cottier, Georges (1922–2016), Schweizer Ordensgeistlicher, Theologe und Kardinal der römisch-katholischen Kirche
- Cottier, Michelle (* 1973), Schweizer Rechtswissenschaftlerin
- Cottier, Thomas (* 1950), emeritierter Schweizer Professor für europäisches und internationales Wirtschaftsrecht an der Universität Bern
- Cottignola, Paolo (* 1960), italienischer Filmeditor
- Cottigny, Jean-Louis (* 1950), französischer Politiker (PS), MdEP
- Cottin, Alfred (1863–1923), französischer Gitarrist und Komponist
- Cottin, Camille (1910–1988), französischer Fußballspieler und -trainer
- Cottin, Camille (* 1978), französische Schauspielerin und KomikerinCamille Cottin (* 1978)

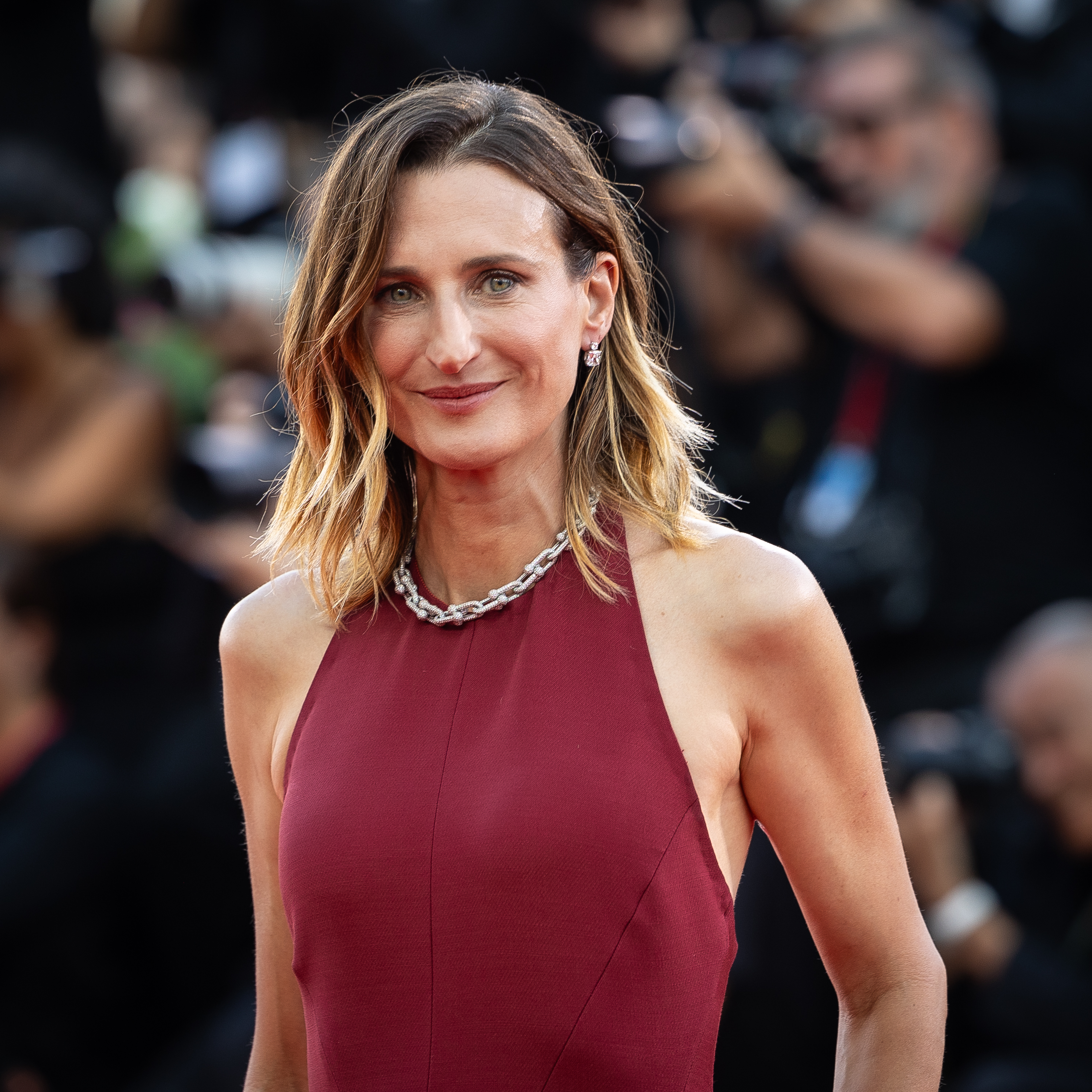
Camille Cottin (* 1978)

- Cottin, Sophie (1770–1807), französische Schriftstellerin
- Cottineau, Henri Laurent (1863–1936), französischer Benediktiner und Ordenshistoriker
- Cottingham, James (* 1984), britischer Unternehmer und Automobilrennfahrer
- Cottingham, Keith (* 1965), US-amerikanischer Künstler und Fotograf
- Cottingham, Richard (* 1946), US-amerikanischer Serienmörder
- Cottingham, Robert (* 1935), US-amerikanischer Maler und Grafiker
- Cottini, Valentino (* 1951), italienischer römisch-katholischer Theologe, Orientalist und Islamwissenschaftler
- Cottius, Marcus Iulius, ligurischer König
- Cottle, Brian, vincentinischer Jurist
- Cottle, Jason (* 1971), US-amerikanischer Schauspieler, Synchronsprecher und Filmproduzent
- Cottle, Marjorie (1900–1987), britische Motorradrennfahrerin
- Cottle, Richard (* 1934), US-amerikanischer Mathematiker
- Cottman, Joseph Stewart (1803–1863), US-amerikanischer Politiker
- Cotto, Delilah (* 1980), US-amerikanische Schauspielerin
- Cotto, Johannes, Musiktheoretiker
- Cotto, Miguel (* 1980), puerto-ricanischer BoxerMiguel Cotto (* 1980)

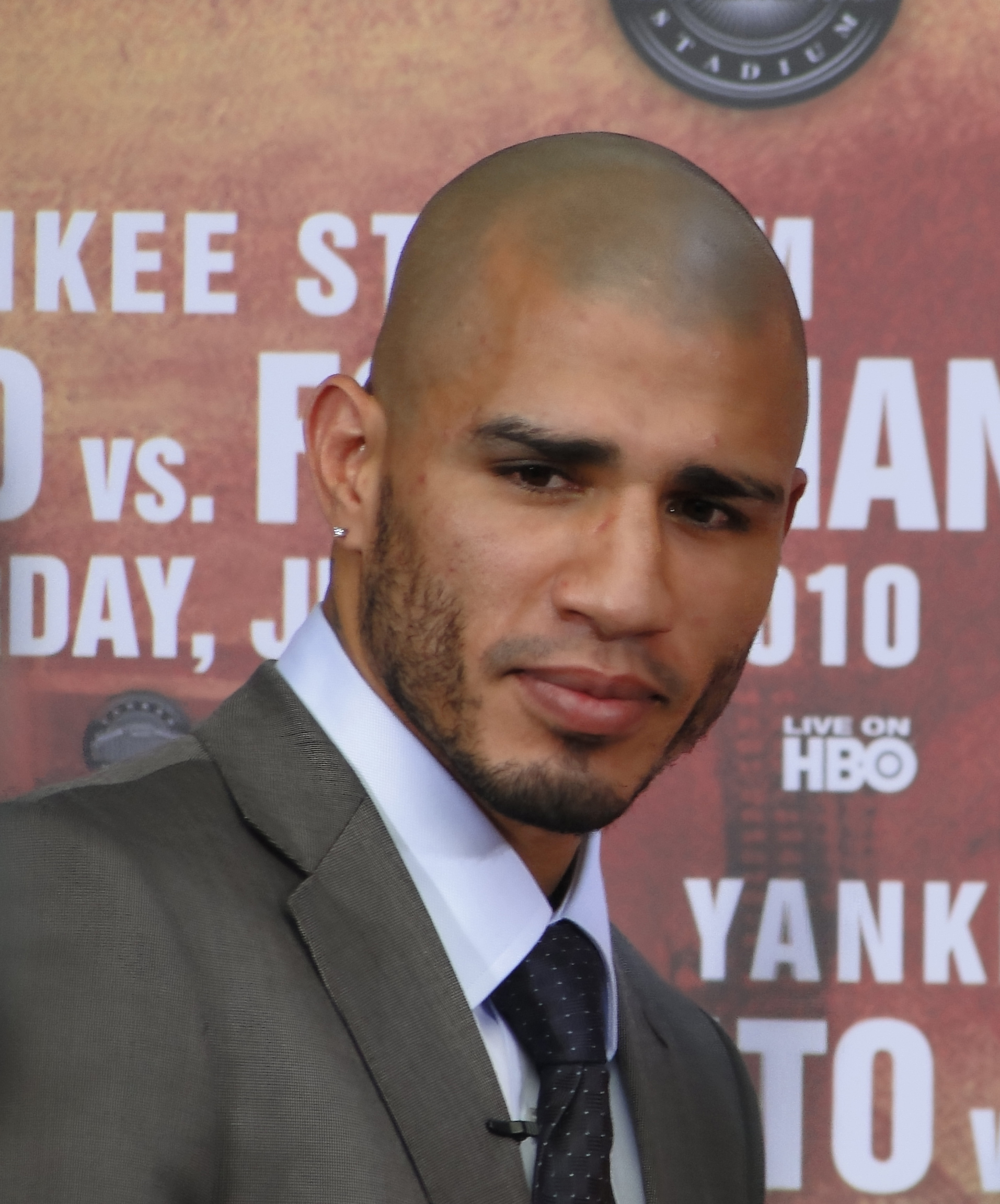
Miguel Cotto (* 1980)

- Cottolengo, Giuseppe Benedetto (1786–1842), italienischer Theologe und Ordensgründer
- Cottom, Tressie McMillan, amerikanische Soziologin
- Cotton, Aimé (1869–1951), französischer Physiker
- Cotton, Annie (* 1975), kanadische Sängerin und Schauspielerin
- Cotton, Anthony J., US-amerikanischer General der United States Air Force
- Cotton, Antony (* 1975), britischer Schauspieler
- Cotton, Aylett R. (1826–1912), US-amerikanischer Politiker
- Cotton, Ben (* 1975), kanadischer Schauspieler
- Cotton, Bryce (* 1992), US-amerikanischer Basketballspieler
- Cotton, Charles (1630–1687), englischer Autor, Dichter und Übersetzter, begeisterter Angler
- Cotton, Charles L. (* 1949), US-amerikanischer Rechtsanwalt, Waffenaktivist und NRA-Vorsitzender
- Cotton, Dany (* 1969), britische Feuerwehrfrau, Leiterin der London Fire Brigade, LFB
- Cotton, Dodmore (1600–1628), britischer Botschafter
- Cotton, Eugénie (1881–1967), französische Naturwissenschaftlerin und internationale Frauenpolitikerin
- Cotton, Fearne (* 1981), britische Fernsehmoderatorin und Radio-DJFearne Cotton (* 1981)

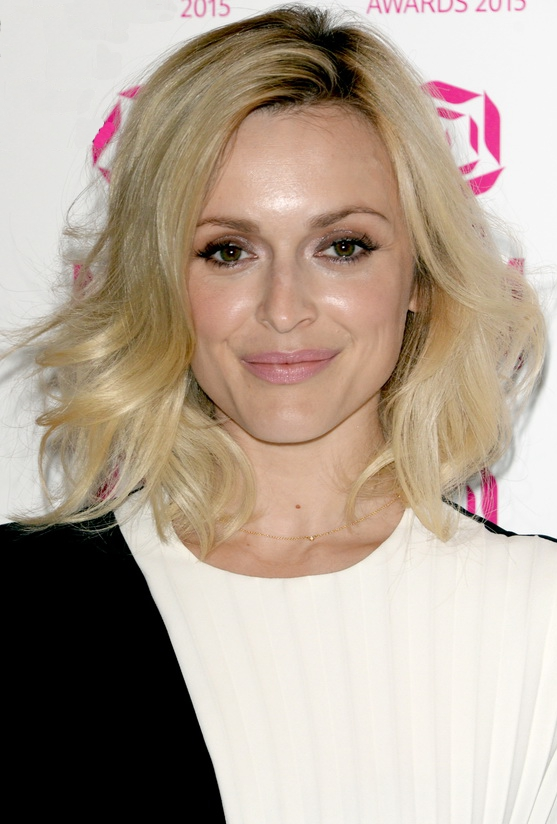
Fearne Cotton (* 1981)

- Cotton, Fran (* 1947), englischer Rugby-Union-Spieler
- Cotton, Francis Ridgley (1895–1960), US-amerikanischer Geistlicher, römisch-katholischer Bischof von Owensboro
- Cotton, Frank (1890–1955), australischer Sportwissenschaftler
- Cotton, Frank Albert (1930–2007), US-amerikanischer Chemiker
- Cotton, Hannah M. (* 1946), israelische Epigraphikerin und Althistorikerin
- Cotton, Henry (1876–1933), US-amerikanischer Psychiater
- Cotton, Henry (1907–1987), englischer Berufsgolfer
- Cotton, James (1935–2017), US-amerikanischer Blues-Musiker
- Cotton, Jeff (* 1948), US-amerikanischer Gitarrist
- Cotton, Jeffery (1957–2013), US-amerikanischer Komponist, Schriftsteller und Computer-Programmierer
- Cotton, John (1585–1652), englischer anglikanischer Geistlicher, Theologe und Vertreter der ersten Puritanergeneration in Neuengland
- Cotton, Mary Ann (1832–1873), britische Serienmörderin in der Victorianischen ÄraMary Ann Cotton (1832–1873)

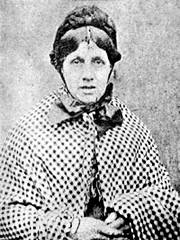
Mary Ann Cotton (1832–1873)

- Cotton, Mason Vale (* 2002), US-amerikanischer Schauspieler
- Cotton, Maxwell Perry (* 2000), US-amerikanischer Schauspieler
- Cotton, Michelle (* 1977), britische Kuratorin und Kunsthistorikerin
- Cotton, Norris (1900–1989), US-amerikanischer Politiker
- Cotton, Olive (1911–2003), australische Fotografin
- Cotton, Paul (* 1939), US-amerikanischer provokativer Konzept- und Performance-Künstler
- Cotton, René (1914–1971), französischer Skiläufer, Autorennfahrer und Sportmanager
- Cotton, Robert Bruce (1571–1631), englischer Politiker und Gründer der Cotton library
- Cotton, Shirley (1934–2022), australische Leichtathletin
- Cotton, Sidney (1894–1969), australischer Pilot, Luftfahrtpionier, Spion und Fotograf
- Cotton, Stapleton, 1. Viscount Combermere (1773–1865), britischer Feldmarschall und Politiker
- Cotton, Sylvester, amerikanischer Sänger, Gitarrist und Songwriter des Country Blues
- Cotton, Tekele (* 1993), US-amerikanischer Basketballspieler
- Cotton, Tom (* 1977), US-amerikanischer PolitikerTom Cotton (* 1977)

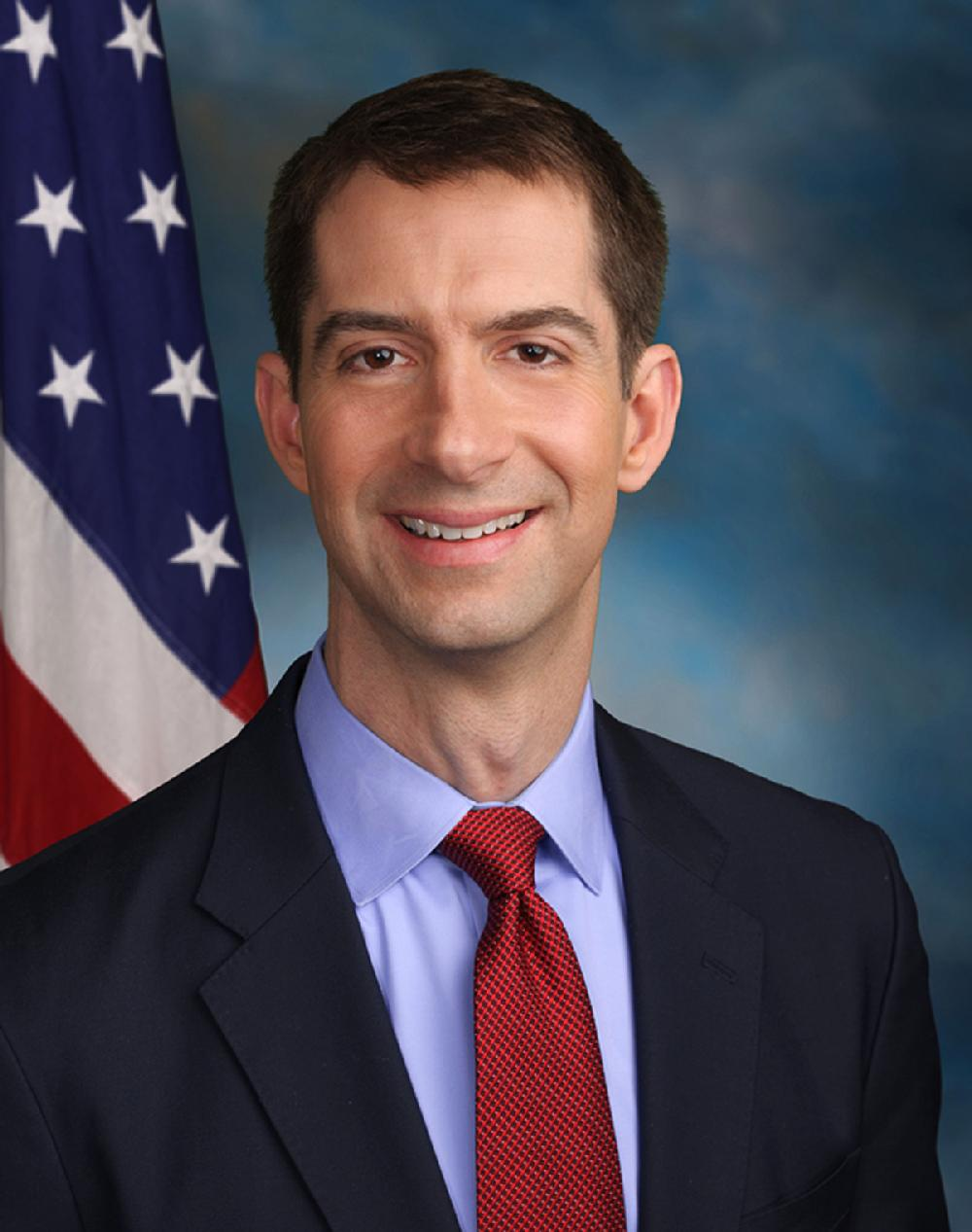
Tom Cotton (* 1977)

- Cotton, William (1786–1866), englischer Erfinder, Kaufmann, Philanthrop und Direktor der Bank von England
- Cotton, William (1819–1887), britischer Erfinder der Cottonmaschine (Wirkmaschine)
- Cotton, William Charles (1813–1879), anglikanischer Priester, Missionar und Imker
- Cottone, Salvatore (1872–1958), italienischer Pianist und Liedbegleiter
- Cottonseed Clark (1909–1992), US-amerikanischer Musiker und Radiomoderator
- Cottrau, Félix (1799–1852), französischer Porträt-, Genre- und Historienmaler
- Cottrau, Giulio (1831–1916), italienischer Komponist
- Cottrau, Teodoro (1827–1879), italienischer Autor und Komponist
- Cottreau, Ben (* 1985), kanadischer Eishockeyspieler
- Cottrell Boyce, Frank (* 1959), britischer Schriftsteller und Drehbuchautor
- Cottrell, Alan (1919–2012), britischer Metallurge und Physiker
- Cottrell, Allin (* 1953), britischer Ökonom
- Cottrell, Erin (* 1975), US-amerikanische Schauspielerin und Synchronsprecherin
- Cottrell, Frederick Gardner (1877–1948), US-amerikanischer Chemiker und Erfinder
- Cottrell, George William (1903–1995), US-amerikanischer Herausgeber und Ornithologe
- Cottrell, James La Fayette (1808–1885), US-amerikanischer Politiker
- Cottrell, Leonard Slater (1899–1985), US-amerikanischer Soziologe
- Cottrell, Louis junior (1911–1978), US-amerikanischer Klarinettist und Tenorsaxophonist des New-Orleans-Jazz
- Cottrell, Louis senior (1878–1927), US-amerikanischer Jazz-Schlagzeuger
- Cottrell, Marsha (* 1964), US-amerikanische Künstlerin
- Cottrell, Mickey (1944–2024), US-amerikanischer Filmpublizist, Filmproduzent und Schauspieler
- Cottrell, Sheldon (* 1989), jamaikanischer Cricketspieler der West Indies
- Cottrell, Stephen (* 1958), englischer anglikanischer Geistlicher, Diözesanbischof von Chelmsford, Mitglied des House of Lords
- Cottrell, William (1906–1995), US-amerikanischer Drehbuchautor und Regieassistent
- Cottrell, William (* 1980), US-amerikanischer Physikstudent und verurteilter Brandstifter
- Cottrell-Hill, Robert (1903–1965), britischer Offizier und Generalmajor des Heeres
- Cottret, Jean-Paul (* 1963), französischer Rallye-Copilot
- Cottriall, James (* 1986), britisch-österreichischer MusikerJames Cottriall (* 1986)

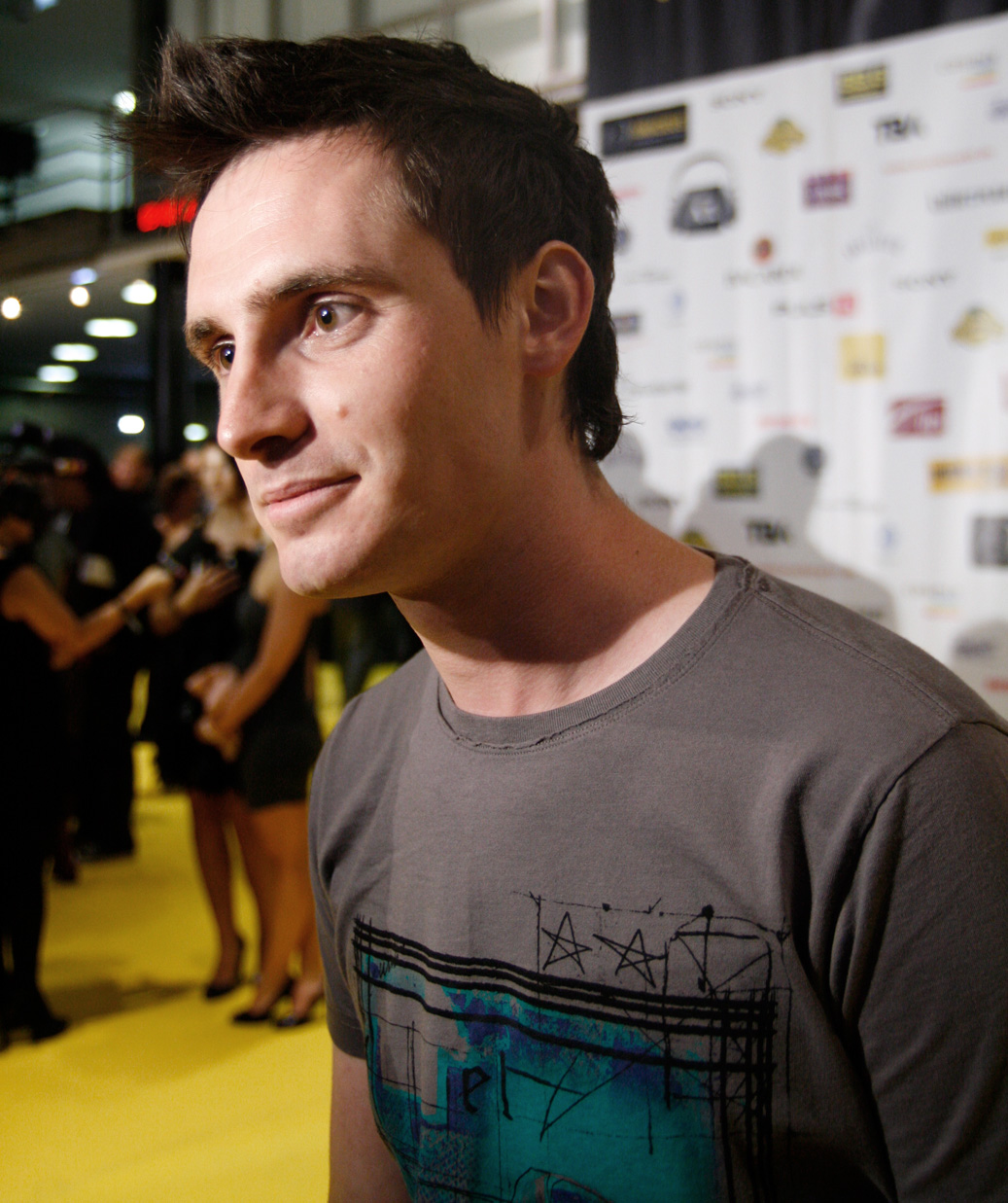
James Cottriall (* 1986)

- Cottrill, Joe (1888–1972), britischer Mittel- und Langstreckenläufer
- Cottrill, Neil (* 1971), englischer Badmintonspieler, später für Wales startend
- Cotts, William, 1. Baronet (1871–1932), schottischer Reeder und Politiker
- Cottur, Giordano (1914–2006), italienischer Radrennfahrer
- Cottura, Toni (* 1971), deutscher Musikproduzent, Rapper und SängerToni Cottura (* 1971)

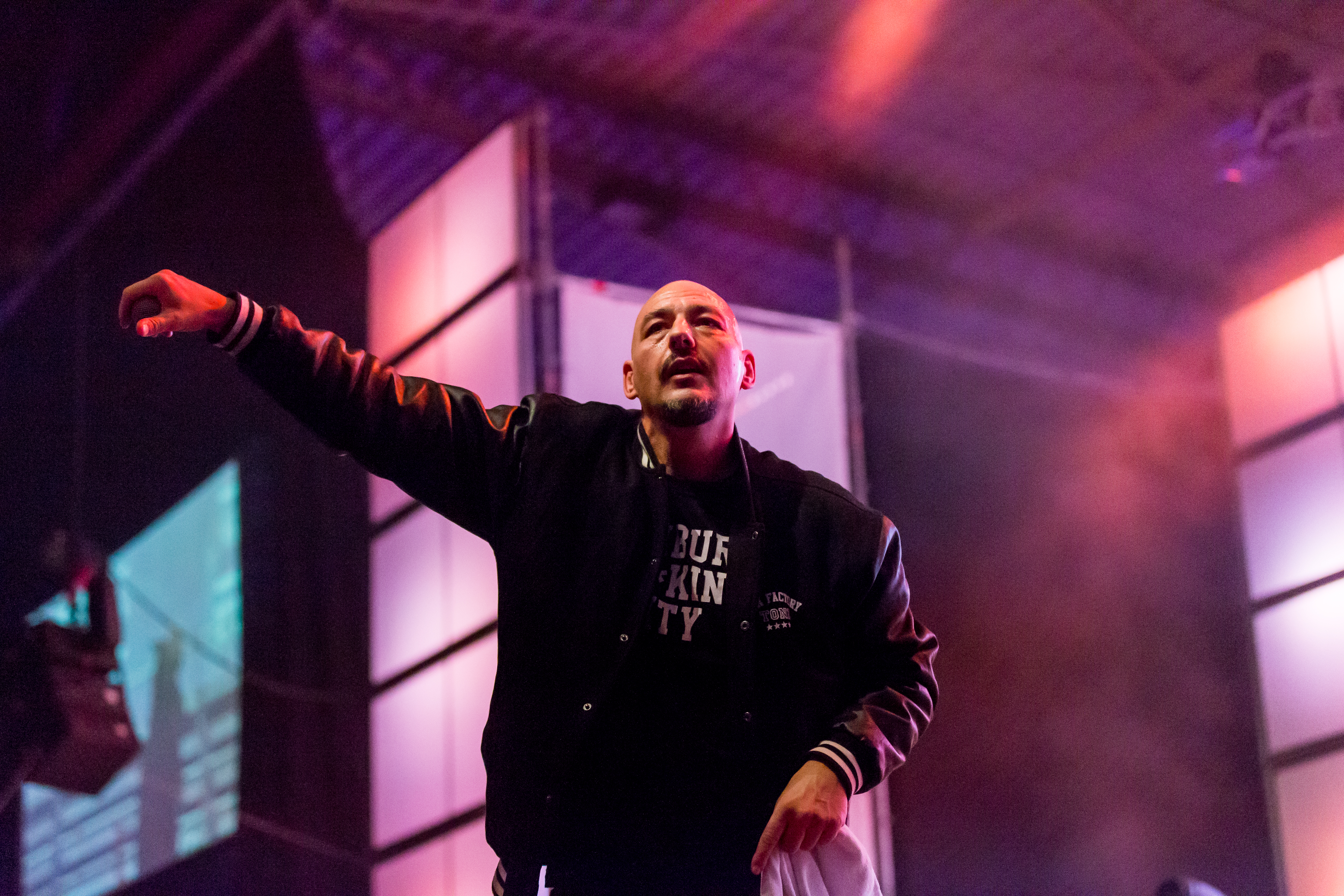
Toni Cottura (* 1971)

- Cotture, Arnaud (* 1995), Schweizer Basketballspieler

### Cotu
- Cotugno Fanizzi, Nicolás (* 1938), italienischer Ordenspriester, Missionar und römisch-katholischer Erzbischof
- Cotugno, Domenico (1736–1822), italienischer Arzt
- Cotugno, Guillermo (* 1995), uruguayischer Fußballspieler
- Cotumba, Juan (* 1980), bolivianischer Straßenradrennfahrer

### Coty
- Coty, François (1874–1934), französischer Parfümeur
- Coty, Pierre-Marie (1927–2020), ivorischer Geistlicher, römisch-katholischer Bischof von Daloa
- Coty, René (1882–1962), französischer Politiker, Mitglied der Nationalversammlung und Präsident
- Coty, Roland (1901–1963), französischer Unternehmer und Rennfahrer

### Cotz
- Cotzhausen, Hugo von (1863–1947), deutscher Konteradmiral, Marineattaché und Großgrundbesitzer
- Cotzias, George (1918–1977), griechisch-US-amerikanischer Mediziner